# Hafsteinn Gunnar Sigurðsson
Pour les articles homonymes, voir Sigurðsson.
Hafsteinn Gunnar Sigurðsson, né en 1978 à Reykjavik (Islande), est un réalisateur et scénariste islandais.

## Biographie
Hafsteinn Gunnar Sigurðsson naît à Reykjavik en 1978. Il étudie la littérature comparée à l'Université d'Islande puis la réalisation et l'écriture de scénarios à New York, à l'Université Columbia (Columbia University in the City of New York).
Son film de thèse, Rattlesnakes (2007), est présenté dans de nombreux festivals de cinéma, notamment aux Festival du film de Tribeca, Festival international du court-métrage à Oberhausen (Rhénanie-du-Nord-Westphalie) et Aspen Shortsfest (en) 2008. Ce court métrage remporte plusieurs prix, dont le premier prix au Festival de Cine de Alcalá de Henares (es) (Alcine), en Espagne, en 2008.
Son premier long métrage, Both Way, est montré dans des festivals de cinéma et un remake, titré Prince of Texas (Prince Avalanche), est tourné aux États-Unis, avec Paul Rudd et Emile Hirsch dans les rôles principaux.
Sigurðsson est sélectionné comme « Variety’s Ten European Directors to Watch » en 2012. Son deuxième long métrage, Paris of the North (2014), sort au Festival international du film de Karlovy Vary. Under the Tree suit en 2017.

## Filmographie partielle

### Au cinéma
- 2007 : Skröltormar (court métrage)
- 2011 : 60 Seconds of Solitude in Year Zero
- 2011 : Á annan veg
- 2014 : Paris of the North (París Norðursins)
- 2017 : Undir trénu (Under the Tree)
- 2018 : Síðasta áminningin (documentaire)
- 2023 : Northern Comfort